# Comuna Babîna, Sambir
Babîna (în ucraineană Бабина) este o comună în raionul Sambir, regiunea Liov, Ucraina, formată din satele Babîna (reședința), Berehî și Pîneanî.

## Demografie
Componența lingvistică a comunei Babîna
     Ucraineană (99,52%)
     Alte limbi (0,17%)
Conform recensământului din 2001, majoritatea populației comunei Babîna era vorbitoare de ucraineană (99,52%), existând în minoritate și vorbitori de alte limbi.